# Ann Rabson
Ann Rabson (12 de abril de 1945 - 30 de enero de 2013) fue una cantante de blues, pianista y guitarrista estadounidense. Ella reprodujo música como solista, y firmó con Alligator Records, y fue miembro de Saffire - The Uppity Blues Women, una banda de blues acústico que se separó amistosamente en 2009.

## Biografía
Nació en Nueva York en 1945, Rabson reprodujo y cantó el blues profesionalmente desde 1962. También actuó como solista y con diversas otras bandas. Al igual que sus contemporáneos Rory Block y Bonnie Raitt, Rabson fue clasificada como una importante mujer del blues moderno que ha traído un crossover enormemente atractivo al género. Ella había sido nominada ocho veces para un Blues Music Award (antiguamente WC Handy Award) como Artista de Blues Tradicional Femenina del Año. Su primer álbum en solitario, Music Makin' Mama, fue nominado como Álbum del Año, tanto en las categorías de blues tradicional y blues acústico, y su composición "Elevator Man" fue nominada como Canción del Año.
Rabson murió el 30 de enero de 2013, en Fredericksburg, Virginia, después de una larga batalla contra el cáncer. Ella tenía 67 años.

## Discografía
- Music Makin' Mama - (1997) en Alligator Records
- In A Family Way - (2005) en Emit Doog Music
- Struttin' My Stuff - (2005) en M.C. Records
- Not Alone - (2012) (con Bob Margolin) en Vizztone Records

## Discografía con Saffire – The Uppity Blues Women
- Middle Age Blues (produjo su propia cinta, 1987)
- Uppity Blues Women (1990)
- Hot Flash (1991)
- Broad Casting (1992)
- Old, New, Borrowed & Blue (1994)
- Cleaning House (1996)
- Live & Uppity (1998)
- Ain't Gonna Hush (2001)
- Deluxe Edition (compilación, 2006)
- Havin' The Last Word (2009)